# Hankenüll

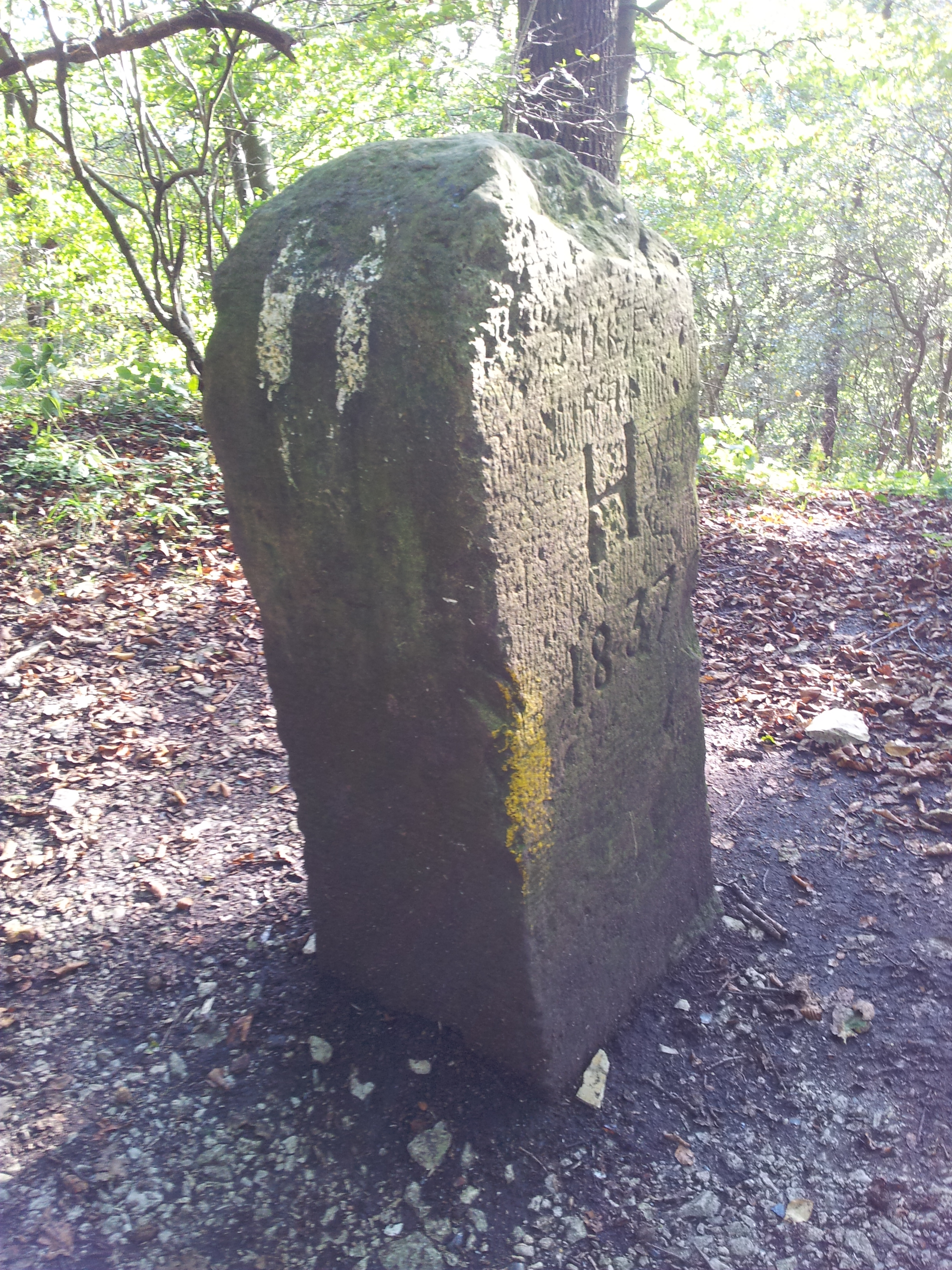
Grenzstein von 1837 auf dem Hankenüll

Der Hankenüll ist ein etwa 307 m ü. NHN hoher Berg im Teutoburger Wald. Er liegt zwischen Dissen und Borgholzhausen im Landkreis Osnabrück und Kreis Gütersloh auf der Grenze von Niedersachsen und Nordrhein-Westfalen (Deutschland). Der Name Hankenüll bedeutet „hochgelegener Gipfel“.

## Geographie

### Lage
Der Hankenüll erhebt sich im Mittelteil des Teutoburger Waldes im Natur- und Geopark TERRA.vita. Der Gipfel der bewaldeten Erhebung liegt 3 km ostnordöstlich von Dissen und 4,3 km nordwestlich von Borgholzhausen. Nordöstlich entspringt der Ems-Zufluss Hase und südlich der Hessel-Zufluss Aabach.

### Naturräumliche Zuordnung
Der Hankenüll gehört in der naturräumlichen Haupteinheitengruppe Unteres Weserbergland (Nr. 53), in der Haupteinheit Osnabrücker Osning (534) und in der Untereinheit Tecklenburger Osning (Hauptkamm; 534.2) zum Naturraum Dissener Osning (534.22). Die Landschaft fällt nach Norden in den zur Untereinheit Tecklenburg-Ibürger Bergland (Nordhang; 534.1) zählenden Naturraum Vessendorfer Höhen (534.11) ab und nach Süden in den zur Untereinheit Südliches Osningvorland (Südhang; 534.3) gehörenden Naturraum Rothenfelder Osningvorland (534.32).

## Schutzgebiete
Auf dem Hankenüll liegen Teile der Landschaftsschutzgebiete Teutoburger Wald (CDDA-Nr. 329212; 2004 ausgewiesen; 113,699 km² groß; Nordseite, Landkreis Osnabrück) und Teutoburger Wald (CDDA-Nr. 555552763; 1972; 12,8277 km²; Südseite, Kreis Gütersloh) sowie solche der Fauna-Flora-Habitat-Gebiete Teutoburger Wald, Kleiner Berg (FFH-Nr. 3813-331; 22,9446 km²; Nordseite) und Östlicher Teutoburger Wald (FFH-Nr. 4017-301; 53,12 km²; Nordseite).